# Sidney de Miguel
Sidney de Miguel (Araçatuba, 10 de novembro de 1947) é um professor e político brasileiro que exerceu um mandato como deputado federal pelo estado do Rio de Janeiro.

## Biografia
Filho de José de Miguel Aguilera e Luzia Lourenço de Miguel, iniciou a carreira política ainda na juventude, quando integrou a Organização Revolucionária Marxista Política Operária na juventude. Em 1967 passou a integrar a VAR-Palmares, e em 1970 se exilou no Chile, onde começou a cursar Economia na Universidade do Chile, graduando-se em 1973. Viveu também no México (4 meses em 1974) e na França (até 1976).
Voltou ao Brasil em 1979 e lecionou Economia na Escola Interamericana de Administração Pública da Fundação Getulio Vargas até 1981. Durante o período, foi um dos fundadores do PDT, disputando sua primeira eleição em 1982, quando concorreu, sem êxito, a uma vaga de deputado estadual. Seu primeiro cargo público foi no primeiro mandato de Leonel Brizola no governo do Rio de Janeiro, assumindo a secretaria executiva da Superintendência Estadual de Rios e Lagoas. Em 1985, rompeu com o PDT e ajudou a fundar o PV no ano seguinte.
Entre 1988 e 1989, regressou à França para cursar doutorado com tese sobre a economia dos ecossistemas áridos. Voltou novamente ao Brasil em 1990 para concorrer a deputado federal novamente pelo PDT - o partido havia cedido uma vaga porque o PV não havia conseguido o registro definitivo.
Em setembro de 1992, votou a favor do impeachment do presidente Fernando Collor, não conseguindo se reeleger no pleito de 1994. Uma nova eleição para deputado federal foi realizada após suspeitas de fraude em decorrência do alto número de votos brancos, mas Sidney de Miguel decidiu não concorrer novamente. Fora da Câmara dos Deputados, atuou como  professor contratado da Universidade do Estado do Rio de Janeiro, assessor do Ministério do Meio Ambiente, Recursos Hídricos e da Amazônia Legal e secretário da Previdência no final do segundo mandato de Fernando Henrique Cardoso.
Disputou as eleições de 1998 (quando tentou novamente se eleger deputado federal) e 2000 (vereador pelo município do Rio de Janeiro) pelo PMDB, sem sucesso. Em 2002, tentou concorrer ao Senado pelo PV, porém retirou a candidatura. Em 2006 foi nomeado assessor de gabinete doPresidente da Câmara pelo então deputado federal Aldo Rebelo.
Sua última eleição foi em 2014, usando o nome de urna "Sid com S", mas teve sua candidatura a deputado federal pelo PV indeferida.